# Катерина Юшченко
Катерина Логвинивна Юшченко (на украински: Катерина Логвинівна Ющенко; на руски: Екатерина Логвиновна Ющенко), фамилия по баща Рвачова (на руски: Рвачёва), е украинска учена, специалистка в областта на компютрите и информационното изследване.
Тя е член-кореспондент на Академията на науките на Украинската ССР (1976/1979), почетен член на Академията на науките на Молдова (2001) и член на Международната академия за компютърна наука.
Разработва сред първите в света компютърни езици на високо ниво, непряко насочени към програмирането, наречен Адресен език за програмиране. В своята академична кариера има над 45 докторанти. Сред другите професионални постижения на Юшченко са 2 държавни награди на СССР, награда на Съвета на министрите на СССР, награда „Академик Глушков“ и орден „Княгиня Олга“. Юшченко е първата жена в СССР, която става доктор на физическите и математическите науки в програмирането.

## Биография
Катерина Юшченко, е родена на 8 декември 1919 г. в Чихирин, Руска империя в семейството на учители. През 1937 г. започва да следва в Киевския университет, а по време на Втората световна война посещава Централно-азиатския държавен университет в Ташкент, завършвайки през 1942 г.
След войната се завръща в Украйна, където през 1950 г. под ръководството на Борис Гнеденко получава докторска степен от Института по математика на Украинската академия на науките. В периода 1950 – 1957 г. Юшченко е старши изследовател в Киевския институт по математика на Украинската съветска академия на науките. През 1954 г. лабораторията „Леведев“ (тук е създаден първия компютър в континентална Европа МЕСМ) е преместена в Института по математика. Юшченко е член на групата от учени, която работи с МЕСМ. През 1957 г. става директор на Института по компютърни науки на Украинската съветска академия на науките.
По време на 40-годишната ѝ работа в Института Юшченко създава известна научна школа в областта на теоретичното програмиране. Екатерина Юшченко е автор заедно с Борис Гнеденко и Владимир Королюк на първия учебник по програмиране в СССР – книгата „Элементы программирования“ (Елементи на програмирането), издадена през 1961 г., преиздадена през 1964 год, а също и в преведена: през 1964 г. в ГДР и Унгария, а 1969 г. във Франция. Ющенко получава 5 авторски свидетелства, чрез които са разработени 8 държавни стандарта в Украйна. Тя е автор на повече от 200 научни разработки, в това число 23 монографии и учебнника, част от които са преведени и издадени в Германия, Чехия, Унгария, Франция и Дания.
Член е на редакционната колегия на научните списания „Кибернетика и системен анализ“ и „Проблеми на програмирането“, член на Научния съвет по проблемите на „Кибернетика“ към Украинската академия на науките, член на квалификационния съвет по присъждане на научни степени.
Умира на 15 август 2001 г.

### Научни приноси
Юшченко е най-известна със създаването на адресен език за програмиране – първият фундаментален напредък в научната школа за теоретично програмиране. Този език осигурява свободно местоположение на програма в компютърната памет.
В процеса на работата с МЕСМ, става ясно, че по-сложните задачи са трудни за разрешаване чрез написване на прости машинни програми. Има нужда да се разработи усъвършенстван програмен език, но това е проблемно: липсата на подходящ преводач за по-добра комуникация между човек/компютър. Л. И. Калужнин, професор в Киевския университет, който преподава математическа логика от 50-те до 70-те години напредва значително по отношение на разбирането на този проблем и формализира схемата за взаимодействие с програмата. Следвайки това развитие, през 1955 г., Юшченко разработва програмен език, който се базира на езика и следва два основни принципа на работа на компютъра: адресиране и управление на софтуера. Създавайки удобна система от концепции за описване на компютърната архитектура и нейните системни инструкции, езика става по този начин средства за управление на адреси от втори ранг. Приносът на Юшченко се превръща в фундаментално постижение на съветската школа за теоретично програмиране и е се случва преди създаването на първия програмен език от Фортран (1958), Кобол (1959) и Алгол (1960).
Юшченко е основателка на първата съветска школа по теоретично програмиране. Едно от главните постижения на тази школа между 1970 и 1980 г. е създаването на алгебрични граматически методи за създаването на софтуер.

### Книги
- Вычислительная машина „Киев“: математическое описание / В. М. Глушков, Е. Л. Ющенко. – К.: Техн. лит., 1962. – 183 с.
- Ющенко Е. Л. Адресное программирование / Е. Л. Ющенко. – К.: Техн. лит., 1963. – 286 с.
- Ющенко Е. Л. Программирующая программа с входным адресным языком для машины Урал −1 / Е. Л. Ющенко, Т. А. Гринченко. – К.: Наук. думка, 1964. – 107 с.
- Управляющая машина широкого назначения „Дніпро“ и программирующая программа в ней / Е. Л. Ющенко, Б. Н. Малиновский, Г. А. Полищук, Э. К. Ядренко, А. И. Никитин. – К.: Наук. думка, 1964. – 280 с.